# Arhopala sphendale
Arhopala sphendale är en fjärilsart som beskrevs av Hans Fruhstorfer 1934. Arhopala sphendale ingår i släktet Arhopala och familjen juvelvingar. Inga underarter finns listade i Catalogue of Life.